# Leptophyes bolivari
Leptophyes bolivari är en insektsart som beskrevs av Kirby, W.F. 1906. Leptophyes bolivari ingår i släktet Leptophyes och familjen vårtbitare. Inga underarter finns listade i Catalogue of Life.